# Vanessa Pokuaah Mark
Vanessa Pokuaah Mark (* 2. März 1996 in Dortmund) ist eine deutsche Bobsportlerin und ehemalige Leichtathletin.

## Sportliche Laufbahn
Vanessa Mark war in der Leichtathletik aktiv, bevor sie mit 18 Jahren zum Bobsport wechselte und ihre erste Saison 2015 absolvierte. Im Januar 2016 fuhr sie ihr erstes Europacup-Rennen in St. Moritz mit Pilotin Anna Köhler und belegte gemeinsam mit ihr den 12. Platz. Bevor die Saison 2016/17 begann, nahm sie am 10. September 2016 gemeinsam mit Anna Köhler an der Anschubweltmeisterschaft teil und erreichte den 4. Platz. In der Saison 2017/18 war sie erneut mit Pilotin Laura Nolte im Europacup unterwegs und belegte den 4. Platz. Danach ging es am Königssee weiter, wo sie den 9. Platz erreichte. Die Saison beendete sie mit Pilotin Kim Kalicki in Innsbruck und erreichte den 4. Platz. In der Saison 2018/19 nahm sie an keinem internationalen Wettkampf teil, der von der IBSF gelistet wurde. In der anschließenden Saison 2019/20 startete Vanessa Mark zunächst im Europacup in Lillehammer mit Pilotin Anne Spreeuwers und belegte den 5. Platz mit zweimal der zweitbesten Startzeit. Bei ihrem Debüt im Bob-Weltcup geben belegte sie gemeinsam mit Kim Kalicki den 3. Platz hinter Kallie Humphries und Stephanie Schneider. Somit gewann sie ihre erste Medaille. Die restliche Saison musste sie aufgrund eines Muskelfaserrisses im Oberschenkel aussetzen. Doch in der neuen Saison 2020/21 kam Vanessa von ihrer Verletzung zurück und durfte mit Mariama Jamanka der amtierenden Olympiasiegerin im Bob-Weltcup in Sigulda an den Start gehen, wo sie gleich im ersten Rennen der Saison den 1. Platz vor Katrin Beierl und Kim Kalicki belegte. Eine Woche später erreichte sie erneut das Podest in Sigulda und zwar den 2. Platz hinter Laura Nolte. Anschließend stand St. Moritz an. Wetterbedingt fielen Mariama Jamanka und Vanessa Mark nach dem 1. Lauf vom 1. Platz auf den 4. Platz zurück. Am Königssee erreichten sie den 6. Platz. Die erste Weltmeisterschaft für Vanessa fand in Altenberg statt. Leider gab es dort einige Fahrfehler, sodass sie am Ende den 6. Platz belegte. Die Saison 2021/22 war für Vanessa leider von vielen Verletzungen und Ausfällen geprägt, was einen schlechten Start in die Bobsaison bedeutete. Beim nationalen zentralen Leistungstest konnte sie nicht überzeugen und sich nicht für die Olympischen Spiele qualifizieren. So wurde sie in den Europacup zurückgestuft. Dort konnte sie dann aber mit der neuen Pilotin Lisa Buckwitz ihren ersten Europacup-Sieg feiern. Am Ende der Saison fuhr sie auch noch ihre erste Juniorenweltmeisterschaft gemeinsam mit Charlotte Candrix und belegte den 3. Platz hinter der Russin Lubov Chernykh und Maureen Zimmer. Erneut Frust für Vanessa Mark, die in der Saison 2022/23 aufgrund einer Fußverletzung nicht starten konnte. Die Saison 2023/24 hätte für Vanessa nicht besser laufen können. Sie startete stark mit Pilotin Lisa Buckwitz in La Plagne, wo Lisa zum ersten Mal überhaupt war, und belegte den 6. Platz. Weiter ging es in Igls, wo sie überraschenderweise doch auf dem Schlitten saß, nachdem sich ihre Teamkollegin Lauryn Sibert eine Verletzung im Abschlusstraining zugezogen hatte. Doch zum Glück für Vanessa brachten sie gemeinsam den Sieg nach Hause und gewannen vor ihren Teammitgliedern Kim Kalicki und Laura Nolte. In Lillehammer wurde es wieder der 4. Platz und in Sigulda erreichten sie den 3. Platz im Weltcup. Bei ihrer ersten Europameisterschaft fuhren sie gemeinsam auf den 4. Platz. Der Höhepunkt zum Ende der Saison war die Weltmeisterschaft auf der Heimbahn in Winterberg. Ganz knapp mit nur 0,5 Hundertstel gewannen sie und holten sich den Sieg und die Weltmeisterschaft vor Laura Nolte und Kim Kalicki.

## Beruflicher Werdegang
Vanessa Mark hat 2022 ihre Ausbildung zur Verwaltungsfachangestellten im Ministerium des Innern und für Sport abgeschlossen und arbeitet seitdem als Sachbearbeiterin. Im Dezember 2023 wechselte sie dann zur Arbeitsstelle beim Hessischen Amt für Versorgung und Soziales.

## Privates
Vanessa ist in Dortmund geboren und aufgewachsen. Ihr Vater stammt aus Ghana und ihre Mutter ist Deutsche. Sie ist das dritte von vier Kindern. Seit etwa 2018 lebt sie erst in Wiesbaden und jetzt in Frankfurt am Main.

## Sportliche Erfolge

### Weltmeisterschaften Bob
- 2024: 1. Platz – Winterberg (GER) – Zweierbob
- 2021: 6. Platz – Altenberg (GER) – Zweierbob

### Junioren-Weltmeisterschaften Bob
- 2022: 3. Platz – Innsbruck-Igls (AUT) – Zweierbob

### Europameisterschaften
- 2024: 4. Platz – Sigulda (LAT) – Zweierbob

### Weltcup
- 2023/2024: 6. Platz – La Plagne (FRA) – Zweierbob
- 2023/2024: 1. Platz – Innsbruck-Igls (AUT) – Zweierbob
- 2023/2024: 4. Platz – Lillehammer (NOR) – Zweierbob
- 2023/2024: 3. Platz – Sigulda (LAT) – Zweierbob
- 2023/2024: 4. Platz – Sigulda (LAT) – Zweierbob
- 2021/2022: 17. Platz – Sigulda (LAT) – Zweierbob
- 2020/2021: 6. Platz – Berchtesgaden-Königssee (GER) – Zweierbob
- 2020/2021: 4. Platz – St. Moritz (SUI) – Zweierbob
- 2020/2021: 2. Platz – Sigulda (LAT) – Zweierbob
- 2020/2021: 1. Platz – Sigulda (LAT) – Zweierbob
- 2019/2020: 3. Platz – Lake Placid (USA) – Zweierbob

### Europacup
- 2021/2022: 1. Platz – Altenberg (GER) – Zweierbob
- 2019/2020: 5. Platz – Lillehammer (NOR) – Zweierbob
- 2017/2018: 9. Platz – Berchtesgaden-Königssee (GER) – Zweierbob
- 2017/2018: 4. Platz – Lillehammer (NOR) – Zweierbob
- 2017/2018: 4. Platz – Innsbruck-Igls (AUT) – Zweierbob
- 2015/2016: 12. Platz – St. Moritz (SUI) – Zweierbob